# コシオリエビ上科
コシオリエビ上科（コシオリエビじょうか、Galatheoidea）は、異尾下目に属する甲殻類の一分類群。

## 特徴
外観はカニに似ているが、触角が長く、歩脚は外観上6本しかない。腹部は展開することが出来るが、普段は体の下側に巻かれている。エビと名付けられているが、エビではない。長いハサミを持っているがカニの仲間ではなく、ヤドカリのグループに入る。
いずれの種も長いハサミと触角に加え、6本の歩脚をもつ。カニダマシ類は、鋏がやや強大である。
主に暖海棲の種が多い。日本では関東以南の磯や珊瑚礁等に多く分布しているが、分布適応は広く、深海に生息する種もいれば、熱水鉱床付近などの特殊な環境に生息するものも存在する。
南米には異尾下目で唯一、淡水性のAegla科(タンスイコシオリエビ科)（Aegla上科とする説もある）が分布している。
浅海の種は体長数ミリメートル、もしくは1センチメートル内外という小型の種が多いが、オオコシオリエビのような深海産の体長4センチメートルほどの大型種まで様々である。

## 分類
4科が属する。
- コシオリエビ科 Galatheidae
  - トウヨウコシオリエビ Galathea orientalis - 最も生息域が広い種。北海道以南の海に広く分布している。
  - コマチコシオリエビ Allogalathea elegans - ウミシダにつく種。体色は住処にしたウミシダによって変わるといわれる。
- チュウコシオリエビ科 Munididae
  - オオコシオリエビ　Cervimunida princeps - 深海に住む大型の種。食用利用されることもある。
  - チュウコシオリエビ Munida japonica - 関東以南の磯や浅い海に住む。
  - ホムラチュウコシオリエビ Raymunida elegantissima - 函館（北海道南部）以南の海に広く分布。
  - アナモリチュウコシオリエビ Munida olivarae - アナモリとは「穴守」のこと。狭い隙間を好む。
  - コシオレガニ　Pleuroncodes planipes - メキシコ沖からチリ沖にかけての中南米の大陸棚に住む種。
- シンカイコシオリエビ科 Munidopsidae
  - オカダシンカイコシオリエビ Munidopsis cylindrophthalma - 相模湾などに生息する深海性の種。
  - トゲツノシンカイコシオリエビ Munidopsis sigsbei - メキシコ湾および小アンチル諸島近海の深海に生息する種。
  - ミョウジンシンカイコシオリエビ Munidopsis sp. - 伊豆諸島や小笠原諸島付近に生息。明神礁からその名が付いた。熱水噴出孔付近に生息。
  - ゴエモンコシオリエビ　Shinkaia crosnieri - 深海の熱水噴出孔域に住む種。体表に多数の毛が生え、ここで発生するバクテリアを栄養源にしている。目は退化している。和名は、釜茹でで処刑されたという伝承を持つ盗賊・石川五右衛門にちなんで命名された[2]。
- カニダマシ科 Porcellanidae
  - イソカニダマシ Petrolisthes japonicus - 相模湾以南の磯に生息。
  - ケブカカニダマシ Petrolisthes pubescens - 南西諸島以南に生息。名前通り、体毛が生えている。
  - ドロカニダマシ Raphidopus cilliatus - 浅海の砂泥地に生息。
  - ウミエラカニダマシ Porcellanella triloba - ウミエラに共生する種。